# ماهاتسینجونی
ماهاتسینجونی (به لاتین: Mahatsinjony) یک منطقهٔ مسکونی در ماداگاسکار است که در لالانژینا واقع شده‌است. ماهاتسینجونی ۱۴٬۰۰۰ نفر جمعیت دارد و ۱٬۱۰۲ متر بالاتر از سطح دریا واقع شده‌است.